# Акоре
Ако́ре (каз. Ақөре, до 7 октября 1993 года — Кали́нинское, до 1925 года — Богоро́дское) — село в Бухар-Жырауском районе Карагандинской области Казахстана, образует административно-территориальную единицу 3-го уровня «село Акоре» (до 2010 года — сельский округ).

## География
Населённый пункт расположен на северо-востоке района, на берегу реки Аккора, в 70 километрах (по автодороге) к востоку от районного центра посёлка Ботакара, в 132 километрах к востоку от областного центра города Караганда. Соседние населённые пункты: Акжар в 12 километрах к северу, Бухар-Жырау в 17 километрах к северо-востоку, Керней в 21 километрах к северо-западу, Белагаш в 22 километрах к юго-западу. Транспортное сообщение осуществляется автомобильной дорогой областного значения КМ-11 «Шешенкара—Белагаш—Керней—Семизбуга км 0-80», с выходом на автодорогу республиканского значения Р-27 «Калкаман—Баянаул–Умуткер–Ботакара» в сторону Кернея. Высота центра населённого пункта — 648 метров над уровнем моря. Площадь села — 172,54 км².

## История
Согласно областной энциклопедии Қарағанды. Қарағанды облысы населённый пункт был основан в 1908 году переселенцами из Таврической, Полтавской и Екатеринославской губерний, территориально относился к Семипалатинской области. На карте дорожных работ Семипалатинской области 1918 года участок посёлка пронумерован 3-м, располагалась школа. Посёлок фигурирует на картах 1929 и 1931 годов как Богородский. На 1965 год — Калининское. Постановлением Пpезидиума Веpховного Совета Республики Казахстан от 7 октябpя 1993 года «Об упоpядочении тpанскрибиpования на pусском языке казахских топонимов, наименовании и пеpеименовании отдельных администpативно-теppитоpиальных единиц Республики Казахстан», село Калининское было переименовано в село Акоре. Совместным постановлением акимата Карагандинской области от 07 июня 2010 года № 16/02 и решением XХV сессии Карагандинского областного маслихата от 17 июня 2010 года № 309 «Об изменениях в административно-территориальном устройстве города Жезказган, Бухар-Жырауского, Нуринского и Шетского районов Карагандинской области», территория Акоринского сельского округа было передано в административное подчинение села Акоре.

## Население
| Численность населения | Численность населения | Численность населения | Численность населения |
| 1989                  | 1999                  | 2009                  | 2021                  |
| --------------------- | --------------------- | --------------------- | --------------------- |
| 1137                  | ↘1079                 | ↘519                  | ↘337                  |

национальный состав
Процентное соотношение численно-преобладающих национальностей села согласно переписи населения 1989 года:
| Национальность | Процентное соотношение |
| -------------- | ---------------------- |
| казахи         | 62 %                   |
| русские        | 23 %                   |
| другие         | 15 %                   |